# کولونگا کوژنگا
کولونگا کوژنگا (به لهستانی:  Kolonia Kuźnia) یک روستا در لهستان است که در گمینا یاستژانب واقع شده‌است.